# Sara Méndez
Sara Rita Méndez Lompodio (Montevideo, 31 de marzo de 1944) es una maestra y militante por los derechos humanos.

## Biografía
Fue militante del Partido por la Victoria del Pueblo y durante su militancia estudiantil conoció a Mauricio Gatti quien fuera su pareja y padre de su hijo Simón.
Pasó a vivir en Buenos Aires de forma clandestina en 1973 bajo una falsa identidad, Stella Mari Riquelo y dio a luz a su hijo Simón Riquelo el 22 de junio de 1976.

## Detención
Fue secuestrada el 13 de julio de 1976 en Buenos Aires junto a su hijo de 20 días y a Asilú Maceiro en el marco del llamado Plan Cóndor. Ambas fueron llevadas al centro de detención Automotores Orletti, donde le fue secuestrado su hijo.
Luego fue trasladada ilegalmente a Uruguay en lo que se conoció como el primer vuelo y exhibida ante la prensa como integrante de un grupo subversivo capturado. Fue procesada por la justicia militar y condenada a cinco años de reclusión en la Cárcel de Punta de Rieles.

## Lucha y recuperación
Cuando fue liberada en 1981 inició la búsqueda de su hijo. Luego que le fuera denegada en varias oportunidades, a la luz de la Ley de Caducidad, la oportunidad de investigar el paradero de su hijo se obtuvo la noticia que un muchacho que vivía en Buenos Aires podría ser Simón. El 8 de marzo de 2002 se comprobó, a través de un examen de ADN, que se había recuperado al niño secuestrado 25 años atrás.

## Documentales y bibliografía
- Sara Méndez, documental de Sara Kochen, 2020.[4]
- Historias de Militantes- La realidad de la utopía. Casa Bertolt Brecht, Montevideo, 2008.
- Amorín, Carlos. Sara y Simón: historia de un encuentro. Montevideo: Ed. Brecha, 2002.
- Hackl, Erich. Sara y Simón: una historia sin fin. Barcelona : Galaxia Gutenberg : Círculo de Lectores, 1998.